# Том Голланд
То́мас Сте́нлі «Том» Го́лланд (англ. Thomas Stanley «Tom» Holland; нар. 1 червня 1996, Кінгстоні-апон-Темзі, Лондон, Велика Британія) — англійський актор і танцюрист. Список його нагород містить премію Британської кіноакадемії, три нагороди Сатурн, а також він потрапив до Книги рекордів Гіннеса як наймолодший актор, що зіграв головну роль у КВМ у фільмі «Людині-павуку: Повернення додому». Вважається одним із найпопулярніших акторів свого покоління.
Найвідоміший за роллю Пітера Паркера / Людини-павука у Кіновсесвіті Marvel, головною роллю у мюзиклі «Біллі Елліот» і також роллю у фільмі «Неможливе». Продовження про Людину-павука «Далеко від дому» (2019) та «Додому шляху нема» (2021) зібрали у світовому прокаті понад 1 мільярд доларів, а останній став найкасовішим фільмом року. Зіграв ще одну роль у бойовику в «Uncharted: Незвідане» (2022). Голланд також зняв короткометражний фільм «Твіт» (2015) й озвучує ролі в комп'ютерних анімаційних фільмах, зокрема «Уперед» (2020).

## Раннє життя

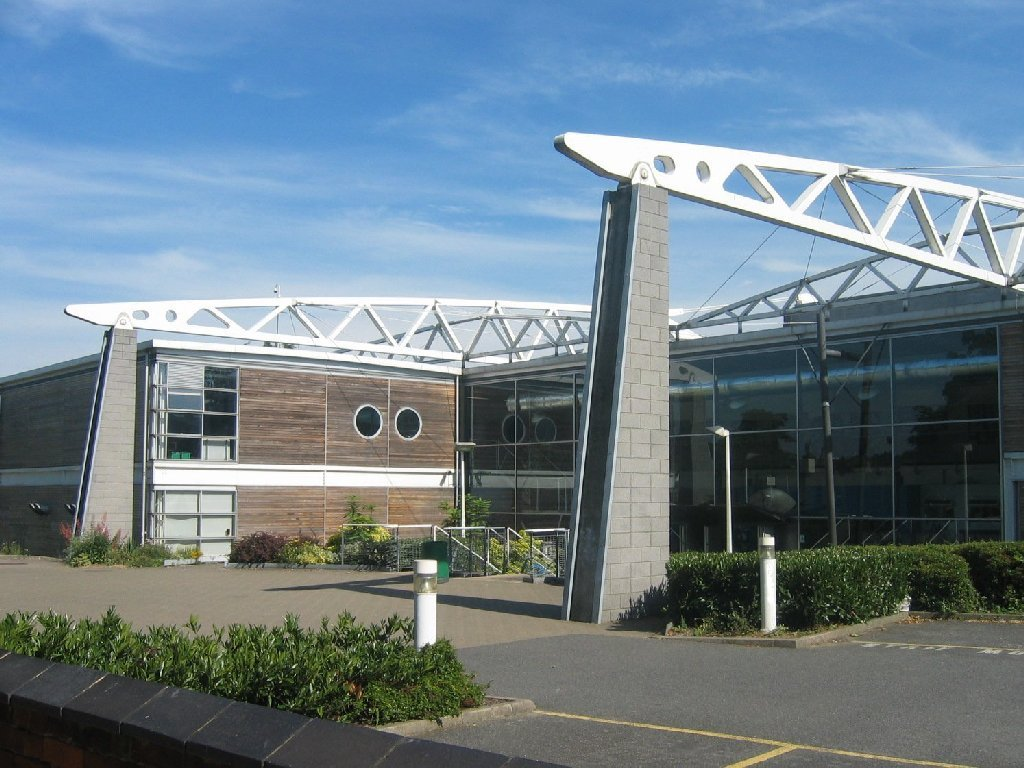
Лондонська школа виконавського мистецтва і технологій в Кройдон, в якій вчився Голланд

Голланд народився у Кінгстоні-апон-Темзі, Лондон, у сім'ї фотографа Ніколи Елізабет і комедіанта та письменника Домініка Голланда. Має трьох братів, молодших на три роки близнюків Сема та Гаррі, останній з яких з'явився в ролі Генрі, принца Уельського у фільмі «Діана», і молодшого на вісім років Патріка. Його дідусь і бабуся по батьківській лінії родом з острову Мен й Ірландії. Оскільки батьки мають творчі професії, він часто надихається ними; вважає свого батька зразком для наслідування, який неофіційно працював його менеджером завдяки своєму досвіду в галузі.
Голланд навчався в Донхеді, римо-католицькій підготовчій школі у Вімблдоні на південному заході Лондона, а згодом перейшов до Вімблдонського коледжу, де навчався до грудня 2012 року. Коли йому було сім років, йому поставили діагноз дислексія. Водночас він навчався у Лондонській школі виконавського мистецтва і технологій.
Підростаючи, Голланд обмірковував кілька варіантів своєї майбутньої професії. У дитинстві він був шанувальником пісень Джанет Джексон і часто танцював під них. Мати була вражена цим, тому записала сина на танцювальний курс приватної школи, в якій він на той час вчився. У підлітковому віці Голланд недовго відвідував столярну школу в Кардіффі. У якийсь момент він думав стати вчителем початкової школи, оскільки йому подобається бути з дітьми.

## Кар'єра

### 2008—2010: рання творчість

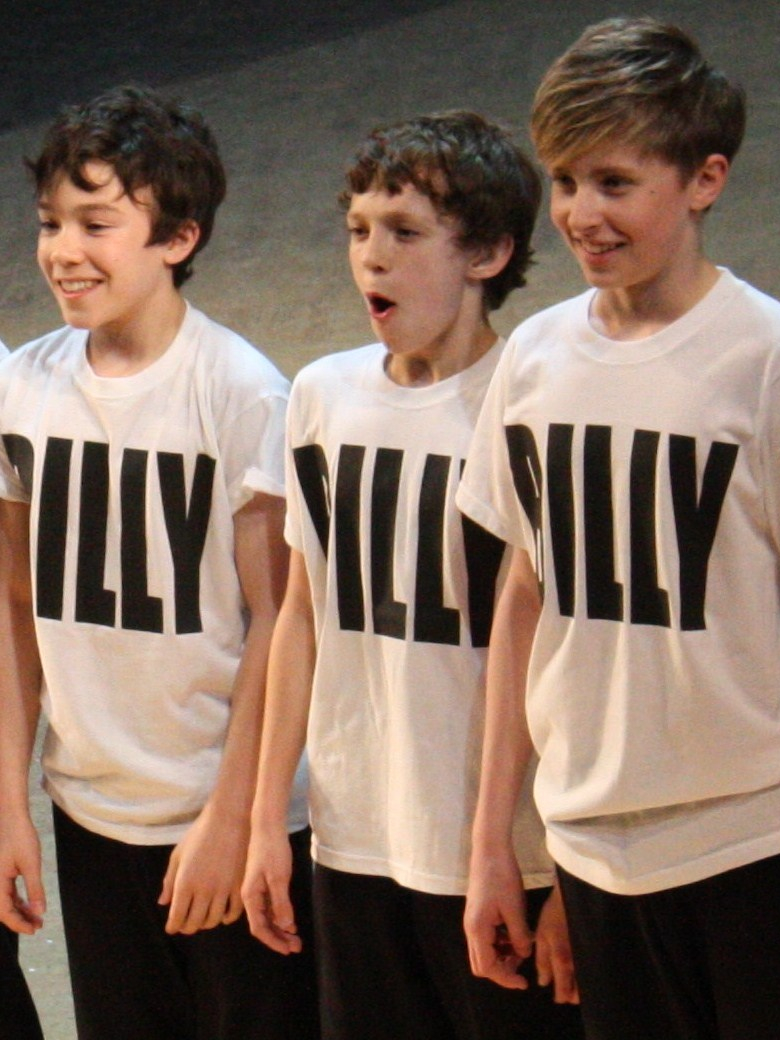
Голланд (у центрі) виступає на п'ятій річниці мюзиклу «Біллі Елліота» в у 2010 році

Голланд почав танцювати в танцювальній школі «Nifty Feet» у Вімблдоні. Хореографиня Лінн Пейдж помітила його потенціал, коли він виступав зі своєю школою на фестивалі у Ричмонді у 2006 році. Після вісьмох прослуховувань і подальших двох років занять, у червні 2008 Голланд дебютував в мюзиклі «Біллі Елліот» у ролі Майкла, найкращого друга Біллі. Перший виступ в головній ролі відбувся вже у вересні, й отримав позитивні відгуки. Під час участі в мюзиклі Голланд навчився займатися гімнастикою. Голланд каже, що коли його однолітки в школі дізналися про його заняття танцями, вони почали знущатися з нього. Цього ж місяця він з'явився в новинах на каналі Channel 5, де дав своє перше інтерв'ю.
Пізніше у 2008 році Голланд та його колега Таннер Пфлюгер отримали головну роль у мюзиклі. У перший день виконання ролі Елліота у Голланда почався тонзиліт, проте він все одно виступив на сцені й отримав позитивні відгуки; наступного дня він звернувся до лікаря. Після успіху на сцені Голланд сподівався стати популярним у школі і що однокласники перестануть знущатися з нього. Однак після того, як він потрапив у професійне середовище, він подорослішав раніше, ніж його однолітки, тому йому було важко влитися. У результаті його оцінки в атестаті про середню освіту постраждали.
31 січня 2009 року він взяв участь у телешоу ITV «The Feel Good Factor» на першому випуску якого Голланд, разом з іншим трьома акторами Біллі Елліотом, Таннером Пфлюгером і Лейтоном Вільямсом, виконали версію композиції «Angry Dance» з мюзиклу, після чого ведуча Майлін Класс взяла у нього інтерв'ю. У фінальному епізоді, Голланд тренував п'ятьох британських школярів в танці, який сам і очолював.
У березні 2010 року, на п'яту річницю «Біллі Елліота», четверо виконавців головної ролі, включно з Голландом, запросили в Даунінґ-стріт, 10 для зустрічі з тодішнім прем'єр-міністром Ґордоном Брауном. Голланда обрали головним виконавцем ролі на виступі на честь річниці 31 березня. Він регулярно з'являвся в ролі Біллі, міняючись з іншими трьома акторами, аж до 29 травня, коли він закінчив участь в мюзиклі.

### 2011—2017: прорив у ролі Людини-павука
У 2011 році Голланд озвучив Шьо в британській версії аніме «Позичайка Аріетті». Разом з Наомі Воттс і Юеном Мак-Грегором, він знявся в фільмі-катастрофі «Неможливе», прем'єра якого відбулася 9 вересня 2012 на Міжнародному кінофестивалі у Торонто.
Голланд з'явився в чотирьох епізодах історичного мінісеріалу BBC Two «Вовчий зал» у ролі Грегорі Кромвеля, сина головного героя Томаса Кромвеля.
Голланд зіграв Ісаака в «Як я тепер кохаю». Також зіграв молодого Томаса Нікерсона у кінокартині «У серці моря», знятій Роном Говардом. Фільм оснований на однойменній документальній книзі 2000 року про затоплення американського китобійного судна «Ессекс». Голланд виконав більшість своїх трюків у фільмі. Браян Труйтт з «Ю-Ес-Ей тудей» написав, що Голланд «добре виконує свою роботу».
У червні 2015 року Голланд підписав угоду з Marvel Studios на шість картин, щоб зіграти підлітка Пітера Паркера/Людину-павука. У дитинстві Голланд був його фанатом; у нього було 30 костюмів персонажа. Вперше з'явився у фільмі «Першому меснику: Протистояння».
У 2016 році Голланд знявся разом з Юелем Кіннаманом і Персі Гайнсом Вайтом у психологічному трилері «На краю зими». Це був перший фільм, у якому він знявся без відома батьків. На 70-й церемонії вручення кінопремій Британської кіноакадемії у 2017 році Голланд здобув нагороду «Висхідна зірка». Першою роботою Голланда у 2017 році була робота з Чарлі Ганнемом у драмі Джеймса Грея «Загублене місто Z», яка отримала позитивні відгуки. В останній день знімання він зламав ніс після невдалої спроби сальто назад. Ніл Соанс з «The Times of India» похвалив Голланда за те, що він зробив фільм емоційним, а Рекс Рід з «The New York Observer» назвав його «надзвичайно сильним і впевненим». Пізніше у 2017 році Голланд зіграв Семюеля Інсулла у фільмі Альфонсо Гомеса-Рехона «Війна струмів», який отримав негативні відгуки та провалився в прокаті. Кларисс Логрі з «Індепендент» визнала роль Голланда несолідною.

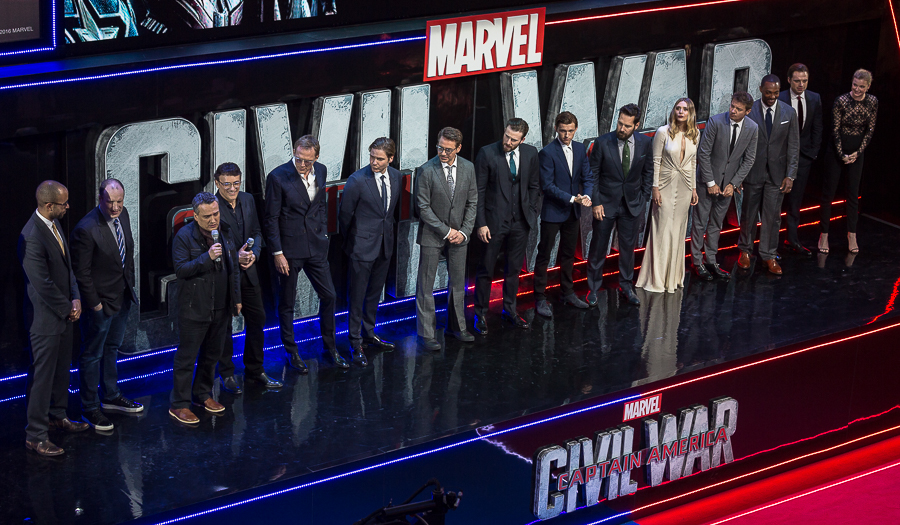
Голланд на презентації фільму«Перший месник: Протистояння»

Наступним сольним фільмом був «Людина-павук: Повернення додому», яких вийшов у прокат 6 липня 2017 року. Після випуску «Протистояння», Голланд отримав схвальні відгуки за виконання ролі Людини-павука і був розцінений багатьма як «найкраща Людина-павук, яку ми бачили». Голланд потрапив до Книги рекордів Гіннеса як наймолодший актор, який зіграв головну роль у КВМ. Хоча Голланд черпав натхнення у попередніх акторів Людини-павука Тобі Магвайра й Ендрю Гарфілда, він хотів додати трохи новизни у своєму новому тлумаченні персонажа. Щоб підготуватися, Голланд кілька днів відвідував Вищу наукову школу Бронкса у Бронксі, хоча інші студенти не вірили, що його взяли на роль Людини-павука. Голланд відчув, що ця ситуація відображає історію фільму, в якій інші герої не знають, що Паркер — це Людина-павук. З бюджетом у 175  мільйонів доларів фільм зібрав понад 800 мільйонів доларів у всьому світі. Остання роль Голланда у 2017 році була в ірландському фільмі «Паломництво», прем'єра якого відбулася на кінофестивалі Трайбека. Окрім знімання у фільмах того ж року Голланд з'явився разом із Зендеєю в шоу «Ліпсінк Батл» від Paramount Network, під час якого виконав танцювальний номер під пісню Ріанни «Umbrella». Його батьки заснували благодійну організацію «The Brothers Trust», яка прагне використати його популярність для збору коштів на гуманітарні цілі.

### 2018-нині: зрілі ролі
Голланд знову зіграв роль Людини-павука у фільмі «Месники: Війна нескінченності» (2018) та наступній частині «Месники: Завершення» (2019). Кожна стрічка заробила понад 2 мільярди доларів. Потім знявся у сиквелі «Людина-павук: Далеко від дому» (2019), який отримав багато позитивних відгуків і став першим фільмом про Людину-павука, який заробив 1 мільярд доларів, посівши четверте місце за прибутками у 2019 році. Бен Тревіс з журналу «Empire» вважав Голланда «ідеальною Людиною-павуком, а також все ще смішнішим та правдоподібнішим підлітком», ніж Магвайр і Гарфілд, які раніше зображували цього персонажа. Тревіс написав: «Голланд не втрачає кипучу іскру, яка робить його однією з наймиліших фігур КВМ». Голланд отримав третю поспіль премію «Сатурн» за найкращу роль молодого актора за участь у фільмі «Далеко від дому», попередньо здобувши премію за «Першого месника: Протистояння» та «Повернення додому».

Він озвучував ролі в мультфільмах Blue Sky Studios «Шпигуни під прикриттям» (2019), «Дулітл» (2020) й анімаційному фільмі Pixar «Уперед» (2020). В останніх двох брав участь зі своїми колегами по КВМ Робертом Дауні-молодшим і Крісом Праттом відповідно. Усі три проєкти показали погані касові збори.

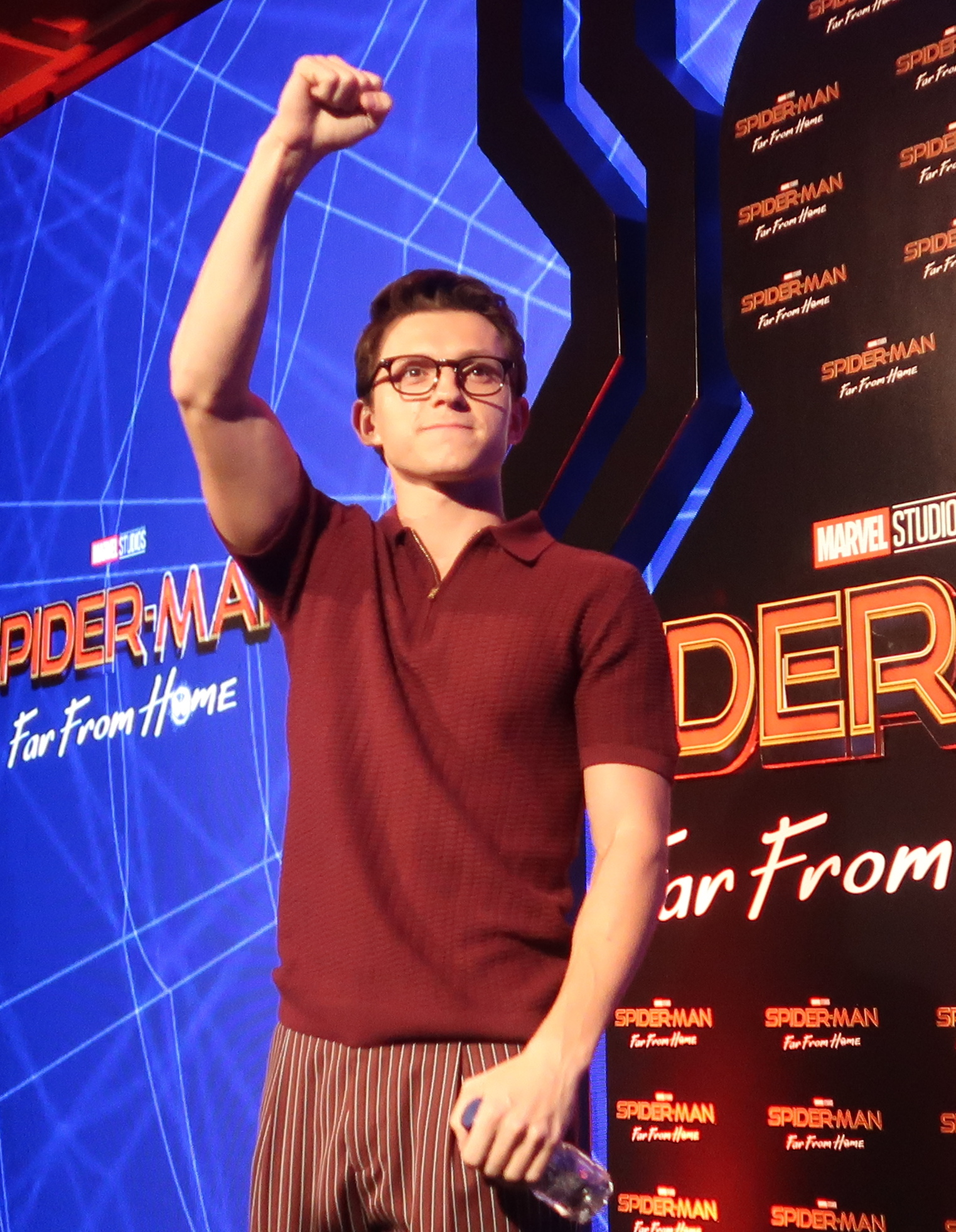
Голланд на події для «Людина-павук: Далеко від дому» у 2019 році

Разом з колегою по «Месниках» Себастіаном Стеном Голланд знявся у стрічці Антоніо Кампоса «Диявол назавжди» (2020), психологічному трилері від Netflix, дія якої розгортається після Другої світової війни. Голланд сказав, що спочатку хвилювався, що йому бракувало глибини, щоб зіграти юнака-сироту, який наважується на вбивство, тому був наляканий і знервований у свій перший день на знімальному майданчику. Підбадьорений Кампосом, він зрештою отримав задоволення від виконання цієї ролі, хоча це тимчасово вплинуло на його психічне здоров'я. Критики з IndieWire та вебсайт Роджера Еберта висловили думку, що, попри невдалий сценарій фільму, Голланд зіграв переконливо та продемонстрував свій акторський діапазон. Згідно зі звітом «Вараєті», станом на листопад 2020 року фільм посідав 22-е місце за кількістю переглядів в потоковому режимі.
Голланд зіграв у трьох фільмах, які вийшли на екрани у 2021 році. Перший — кримінальна драма «Загублене серце», заснована на однойменному романі американського письменника Ніко Вокера, і возз'єднала його з режисерами «Месників» братами Руссо. Він зіграв студента коледжу з посттравматичним стресовим розладом (ПТСР) після призову в армію, якому доводиться грабувати банки, щоб отримати кошти для купівлі наркотиків. Готуючись до ролі, актор поголив голову та брав інтерв'ю у військових ветеранів, які проходили лікування від токсикоманії та ПТСР. Він також втратив 14 кг ваги, а потім відновив її після знімання. Фільм вийшов у кінотеатрах у лютому та в цифровому вигляді на Apple TV+ у березні. Критики сходяться на думці, що фільм дозволив Голланду розширити акторський діапазон, попри шаблонну історію. Голланд зіграв у «Дорозі хаосу» разом з Дейзі Рідлі. Грав молодого чоловіка, який живе на планеті Новий світ. Випуск стрічки відклали через кілька перезнімань на початку 2019 року, що додало до його бюджету 15 мільйонів доларів, довівши вартість до 100 мільйонів доларів. Проте фільм не зміг окупити бюджет й отримав погані відгуки. Девід Руні з «The Hollywood Reporter» вважає хімію між Голландом і Рідлі тьмяною, а Крістіан Голуб з «Entertainment Weekly» зазначив про його невдалу спробу відмовитися від ролей, схожих на Людину-павука.
У листопаді 2021 року Голланд озвучив Свиню Персі в серії рекламних роликів про різдвяні страви Marks & Spencer. У грудні 2021 року Голланд повторив свою роль Пітера Паркера в продовженні фільму «Людина-павук: Додому шляху нема». Після виконання зрілих ролей у таких стрічках, як «Загублене серце», Голланд зазначив, що йому було дивно повертатися до ролі Паркера, головним чином через підвищення тону голосу та повернення до мислення «наївного, чарівного підлітка». Він описав «Людина-павук: Додому шляху нема» як «найамбітніший окремий фільм про супергероїв, який коли-небудь створювався». Попри вихід під час пандемії COVID-19, «Додому шляху нема» швидко став найкасовішим фільмом 2021 року та шостим найкасовішим фільмом усіх часів. Він також став першим фільмом після «Зоряні війни: Скайвокер. Сходження» (2019), який зібрав у прокаті понад 1 мільярд доларів. «Додому шляху нема» отримав найвищий рейтинг серед фільмів про Людину-павука в онлайн-базі даних IMDb й агрегаторі оглядів Rotten Tomatoes.
Обговорюючи своє майбутнє як Людини-павука після фільму «Дороги додому немає», Голланд сказав GQ, що сумнівається щодо повторення ролі, особливо після того, як йому виповниться 30 років у 2026 році. Він висловив бажання побачити фільм про Людину-павука з Майлзом Моралес, тоді як Емі Паскаль висловила своє бажання, щоб Голланд продовжував грати цю роль. Наступного року Голланд почав з інвестицій у спортивні зали Dogpound. Також зіграв головну роль молодого Нейтана Дрейка, харизматичного мисливця за багатствами, в екранізації серії відеоігор «Uncharted» від Naughty Dog. Готуючись до сцен, де його герой працює барменом, Голланд працював позмінно в лондонському пабі Chiltern Firehouse. Хоча знімання відклали через пандемію COVID-19, актор продовжував тренуватися для ролі. Думки критиків «Uncharted: Незвідане» розділились. Ребекка Рубін з «Вараєті» написала, що зіркова сила Голланда, ймовірно, сприяла касовому успіху.
Голланд зіграв головну роль в серіалі-антології Apple TV+ «Переповнена кімната», де він також був виконавчим продюсером. Серіал створено на основі роману 1981 року «Таємнича історія Біллі Міллігана», у якому він зіграв персонажа за мотивами Біллі Мілліґана. Боб Штраус з «San Francisco Chronicle» сказав що це «ще один із „серйозних“ проєктів Тома Голланда, який важко сприймати серйозно». Голланд заявив, що ця роль виявилася для нього надто емоційною, через що вирішив взяти рік відпустки для відновлення.
На початку лютого 2024 року стало відомо, що Голланд збирається повернутись на сцену в постановці «Ромео та Джульєтта», у якій зіграє роль Ромео. Прем'єра відбулася в травні 2024 року і триватиме протягом 12 тижнів. У жовтні 2024 року оголосили, що Голлонд зіграє в майбутньому фільмі Крістофера Нолана. Також було підтверджено, що актор повернеться до ролі Людини-павука в четвертому фільмі про Людину-павука та в «Месники: Судний день».   

## Особисте життя
Голланд мешкає в лондонському районі Кінгстон-на-Темзі, поблизу будинку своїх батьків і молодших братів. Він має собаку, на ім'я Тесса. Коли йому було сім років, Голланду поставили діагноз дислексія. Голланд практикує гімнастику.
Разом зі своїми трьома братами Голланд спонсорує The Brothers Trust, британську благодійну організацію, яка збирає гроші для різних благодійних цілей.
Голланд публічно віддає пошану своєму батьку, комедіанту та письменнику Домініку Голланду, за те, що масивна хвиля слави від ролі Людини-павука не затьмарила його розум.
У 2017 році з'явилися чутки про роман Тома Голланда та його партнерки по «Людині-павуку» Зендеї, й актор, начебто, навіть офіційно знайомився з її батьками. За деякий час, у 2019 році, ЗМІ повідомили, що Голланд зустрічається з Олівією Болтон, а Зендея — з Джейкобом Елорді, колегою по серіалу «Ейфорія». Проте на початку липня 2021 року папараці помітили Голланда та Зендею, які цілувалися в автомобілі в Лос-Анджелесі. У січні 2025 року підвердили, що Голланд та Зендая заручились.
У листопаді 2021 року Голланд підтвердив свої стосунки з партнеркою за серією фільмів «Людина-павук» Зендеєю. Вони з'явилися як пара на червоній килимовій доріжці у листопаді 2021 року, коли розпочався престур для фільму «Людина-павук: Нема шляху додому».
У січні 2022 року взяв участь в «Сухому січні», оскільки відчув значну залежність від алкоголю, з того часу він не п'є. На початку жовтня 2024 року Голланд оголосив, що випустить безалкогольне пиво «Bero». Випуск напою відбувся 16 жовтня 2024 року.

## Громадський образ
Надя Гомані з «Ґардіан» сказала, що «зухвалий британський шарм, вразливість і дотепність» зробили Голланда об'єктом захоплення в Інтернеті. Джонатан Дін з газети «Санді таймс» вважав його «врівноваженим і професійним, але також таким впевненим й особистим» і звернув увагу на його зрілість, «попри хлоп'ячу жорсткість». Німецький актор Зонке Мерінг, його партнер по фільму «Неможливе», так само відзначив професіоналізм, додавши, що «він благословенний глибокою душею […] приземленістю, дуже ввічливий і доброзичливий хлопць». Кевін Макдональд, який зняв Голланда у фільмі «Як я зараз живу», хвалив його як впевненого, «розбірливого, з ентузіазмом», і пояснював успіх Голланда позитивною енергією. Коли його запитали про секрет успіху, Голланд відповів, що треба уникати проблем і наполегливо працювати.
У 2019 році він потрапив у рейтинг Forbes «30 до 30 Європа» — список впливових людей віком до 30 років та «45 молодих зірок, які одного дня керуватимуть Голлівудом» від Insider Inc. 2021 року кореспондент «GQ» Олівер Франклін-Волліс назвав його «найбільшим лідером свого покоління»: «Голланд піднявся на такий рівень зірки, якого досягають небагато акторів, і рідко в такому віці». У грудні 2021 року редактори «Вараєті» Брент Ленг і Ребекка Рубін повідомили, що після успіху фільмів про Людину-павука Голланд може стати найвисокооплачуваним актором у майбутньому. Вони відзначили нинішню нестачу молодих акторів у Голлівуді та побачили потенціал Голланда стати провісником нового покоління успішних акторів.
Голланд, за власним визнанням, нескромний, також отримав репутацію людини, що розкриває важливі секрети під час інтерв'ю та пресконференцій. Його колеги по КВМ назвали його «найменш надійним» актором з точки зору спойлерів. Щоб не промовитись, він прочитав лише частини сценарію фільму «Капітан Америка: Протистояння». Джо Руссо так само уникав давати Голланду сценарій «Месників: Фінал», тому актор знав лише свої репліки.
Голланд висловив свою точку зору щодо кіноіндустрії. В інтерв'ю «The Sunday Times» у 2019 році він виступав за більше представлення расових меншин і ЛГБТ-спільноти в кіно. 2022 року розкритикував актора Тома Круза за приписування собі «воскресіння Голлівуду» під час пандемії COVID-19 з фільмом «Місія нездійсненна 7» та за недооцінення комерційного впливу його фільму «Uncharted».